# Vibo Valentia (stad)
Vibo Valentia is een stad in de Zuid-Italiaanse regio Calabrië. Ooit was de stad een Griekse kolonie met de naam Hipponion, later werd het door de Romeinen Valentia genoemd. Voor 1861 heette de stad Monteleone en tussen 1861 en 1928 droeg de stad de naam Monteleone di Calabria. Vibo Valentia is strategisch gelegen op een heuvel. Het Normandisch kasteel is de belangrijkste bezienswaardigheid van de stad. Net buiten het centrum zijn de resten te vinden van een stadsmuur en een Dorische tempel daterend uit de 6de eeuw voor Christus. Vanaf het Belvedere Grande heeft men een uitzicht over de Tyrreense Zee dat reikt van de Capo Palinuro (provincie Salerno) tot de Siciliaanse stad Messina.

## Geboren
- Giulio Iasolino (1538-1622), hoogleraar anatomie aan de universiteit van Napels
- Giovanni Parisi (1967-2009), bokser

## Foto's

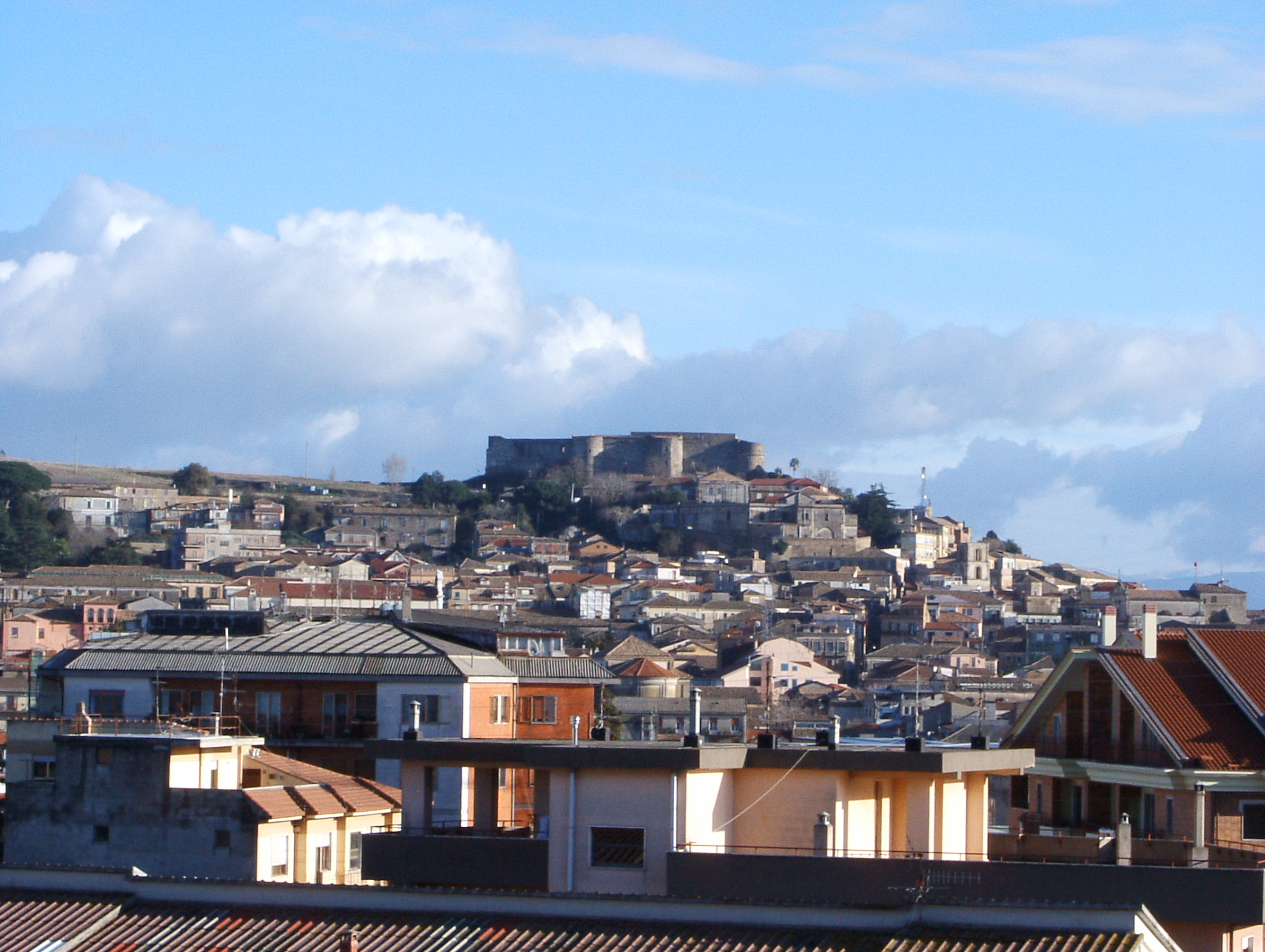
Vibo Valentia

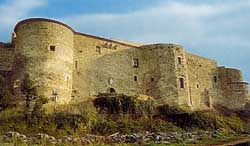
Kasteel